# Luca Lanotte
Luca Lanotte (ur. 30 lipca 1985 w Mediolanie) – włoski łyżwiarz figurowy, startujący w parach tanecznych z Anną Cappellini. Uczestnik igrzysk olimpijskich (2010, 2014, 2018), mistrz świata (2014), mistrz (2014) i trzykrotny wicemistrz Europy, medalista finału Grand Prix oraz 7-krotny mistrz Włoch.

## Życie prywatne
Jego siostra Ada również była łyżwiarką figurową specjalizującą się w łyżwiarstwie synchronicznym. Luca i Anna Cappellini spotykali się ze sobą jako nastolatkowie, jednak zerwali miłosną relację po rozpoczęciu wspólnych treningów łyżwiarskich dla dobra wspólnej kariery Narzeczoną Lanotte jest Eva Bentley, była brytyjsko-francuską łyżwiarka występującą w parach tanecznych. W październiku 2016 roku na świat przyszedł ich syn Giacomo.

## Kariera

### Początki
Zaczął jeździć w wieku 7 lat, a na taniec namówiła do starsza siostra, gdy miał lat 10.

### Kariera juniorska
Zanim jego partnerką została Anna, jeździł z Adrianą Jovino, Camillą Spelta oraz Camillą Pistorello, z którą zajął 9 miejsce na mistrzostwach świata juniorów
W maju 2005 włoska federacja łyżwiarska zdecydowała się połączyć go w parę z Anną Cappellini. Ich pierwszy wspólny sezon był zarazem ostatnim w karierze juniorskiej. Zdobyli wtedy mistrzostwo Włoch juniorów, srebrne medale na juniorskich Grand Prix w Bułgarii i na Słowacji oraz brąz w finale Grand Prix juniorów.

### Kariera seniorska
W sezonie 2006/07, pierwszym seniorskim, zajęli 8 miejsce na mistrzostwach Europy. Na Zimowej Uniwersjadzie w Turynie zdobyli złoty medal. Przed mistrzostwami świata Anna doznała kontuzji ramienia, jednak zdołali zająć 13. miejsce.
Kolejny sezon przyniósł pierwszy medal w cyklu Grand Prix – srebro na turnieju Skate Canada. Zakończyli mistrzostwa Europy na 7 pozycji, a świata na 10.
W sezonie 2008/2009 nie udało im się stanąć na podium zawodów Grand Prix, ale na mistrzostwach europy zajęli 5. miejsce, a na mistrzostwach świata ponownie byli 10.
Po sezonie zdecydowali się wyjechać do Francji by trenować z Muriel Boucher-Zazoui i Romainem Haguenauerem.
W sezonie olimpijskim ponownie zajęli drugie miejsce na Skate Canada i Cup of Russia, co dało im kwalifikację do Finału Grand Prix, na którym zajęli 5 lokatę. Swoje pierwsze igrzyska olimpijskie w Salt Lake City zakończyli na 12 miejscu.
Sezon 2010/2011 zaczęli od drugiego miejsca w Nebelhorn Trophy oraz 5. pozycji w NHK Trophy. Po nieudanym początku postanowili powrócić do Włoch, do trenerki Paoli Mezzadri. Zrezygnowali z udziału z Skate Canada by ułożyć nowy program dowolny. Nie wystąpili również na mistrzostwach Włoch i Europy z powodu kontuzji Lucy Lanotte. Na mistrzostwach świata zajęli 8. pozycję.
Pierwszym startem w sezonie 2011/2012 były zawody Skate Canada, na których zajęli 3 miejsce. Na Trophee Bompard powtórzyli sukces z Kanady, poprawiając przy tym swój rekord w tańcu krótkim.
W sezonie 2012/13 Anna i Luca po srebrnych medalach z poszczególnych zawodów Grand Prix osiągnęli sukces na mistrzostwach europy 2013, gdzie zdobyli swój pierwszy, brązowy medal ustępując na podium rosyjskim duetom Bobrowa/Sołowjew oraz Ilinich/Katsalapow.

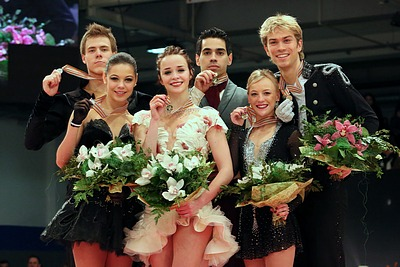
Mistrzostwa Europy 2014

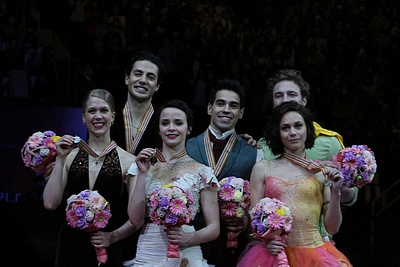
Mistrzostwa Świata 2014

Sezon olimpijski 2013/14 był najlepszym w dotychczasowej karierze. Zdobyli drugie miejsca na zawodach NHK Trophy i Skate America, jednak w finale Grand Prix zajęli dopiero 6. miejsce. Na mistrzostwach europy wygrali złoty medal z notą łączną 171.61 pkt. Po zdobyciu trzeciego tytułu mistrzów Włoch, udali się na swoje drugie w karierze igrzyska olimpijskie. Na igrzyskach olimpijskich 2014 w Soczi zajęli 6. miejsce. Pod nieobecność medalistów olimpijskich Davis/White oraz Virtue/Moir na mistrzostwach świata, Anna i Luca jako mistrzowie europy byli wymieniani wśród kandydatów do medalu. W marcu 2014 r. Cappellini/Lanotte osiągnęli największy sukces, zdobywając tytuł mistrzów świata. Pokonali wtedy parę kanadyjską Weaver/Poje oraz francuską Pechalt/Bourzat.
W kolejnym sezonie po zdobyciu czwartego tytułu mistrzów Włoch, zdobyli srebrny medal na mistrzostwach europy 2015 w Sztokholmie. Złoto przegrali z francuską parą Papadakis/Cizeron, którzy rozpoczęli swoją dominację na arenie międzynarodowej. Na mistrzostwach świata zajęli 4. miejsce.
W sezonie 2015/16 wygrali dwa zawody: Lombardia Trophy oraz Cup of China, a następnie zdobyli piąty tytuł mistrzów Włoch. Ponownie zajęli 2. miejsce na mistrzostwach europy. Po raz pierwszy w karierze stanęli na podium finału Grand Prix w Barcelonie przegrywając z Kanadyjczykami Weaver/Poje oraz Amerykanami Chock/Bates. Na mistrzostwach świata drugi raz z rzędu uplasowali się tuż za podium.
W sezonie 2016/17 oprócz potwierdzenia swojej dominacji w krajowych zawodach mistrzowskim i przypieczętowaniem jej szóstym złotym medalem, wygrali zawody Bavarian Open oraz zawody z cyklu Grand Prix Nebelhorn. Szczególną uwagę sędziów zwrócił jej taniec dowolny podczas którego interpretowali melodie z filmów Charliego Chaplina. Cappellini/Lanotte trzeci raz z rzędu zdobyli srebro na mistrzostwach europy oraz zajęli 6. miejsce na mistrzostwach świata.
W sezonie olimpijskim mieli trzecią szansę zaprezentowania się na igrzyskach. W sezonie wygrali zawody Grand Prix Ice Star, zajęli drugie miejsce w prestiżowym Skate America oraz trzecie miejsce na NHK Trophy. Awansowali do finału Grand Prix i zajęli w nim 6. miejsce. Po zdobyciu siódmego z rzędu tytułu mistrzów Włoch zajęli 4. miejsce na ME. Podczas igrzysk olimpijskich 2018 w Pjongczangu uplasowali się na 6. miejscu powtarzając tym samym lokatę sprzed czterech lat. Zostali zaproszeni do udziału w gali olimpijskiej na której zaprezentowali program inspirowany Charlim Chaplinem.

## Programy
| Sezon   | Taniec krótki | Taniec dowolny | Gala |
| ------- | --- | --- | --- |

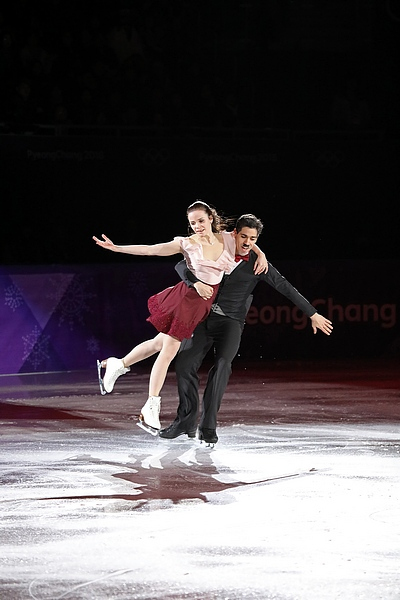
Pokaz mistrzów na ZIO 2018

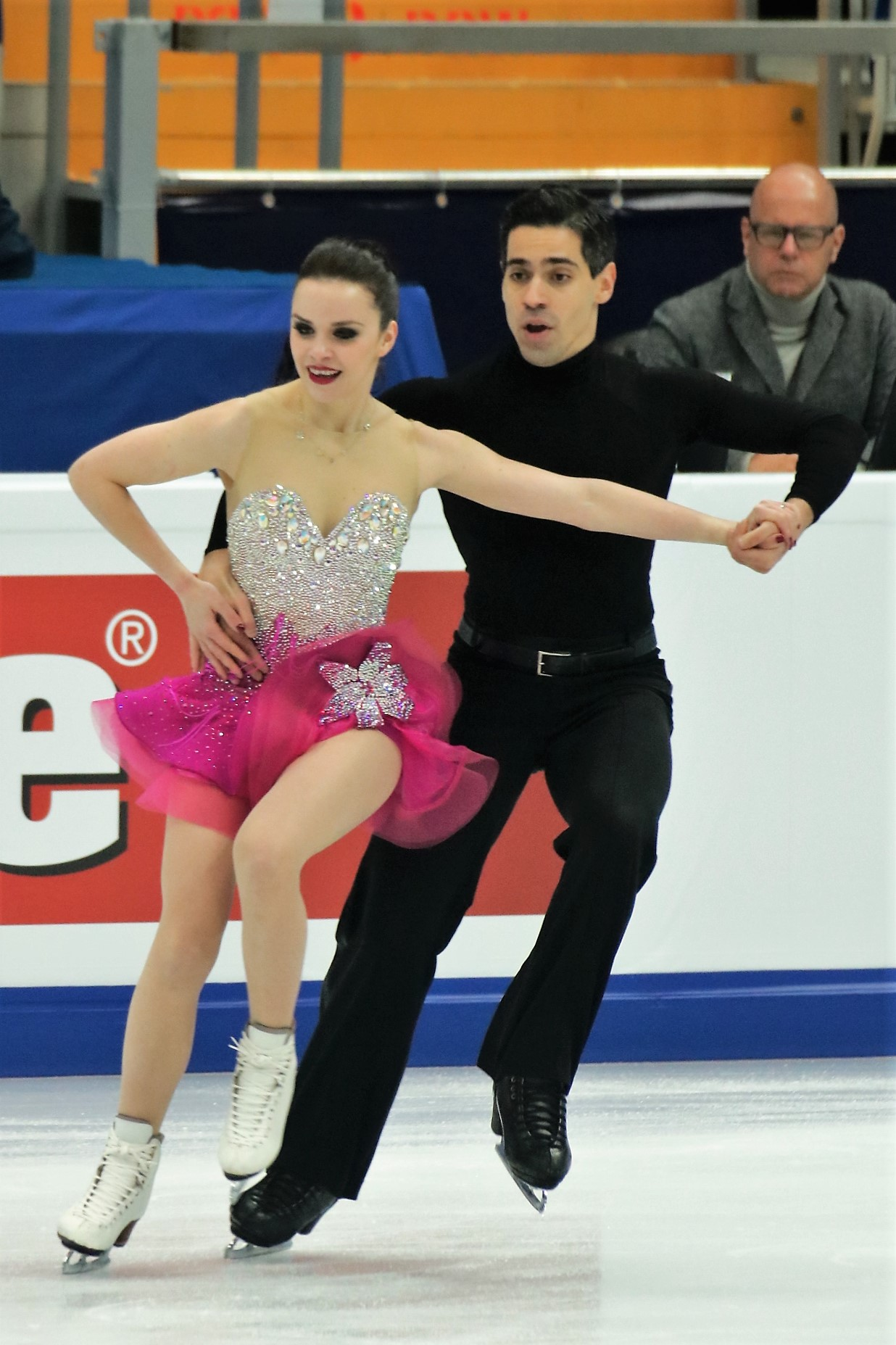
Mistrzostwa Europy 2018 – taniec krótki

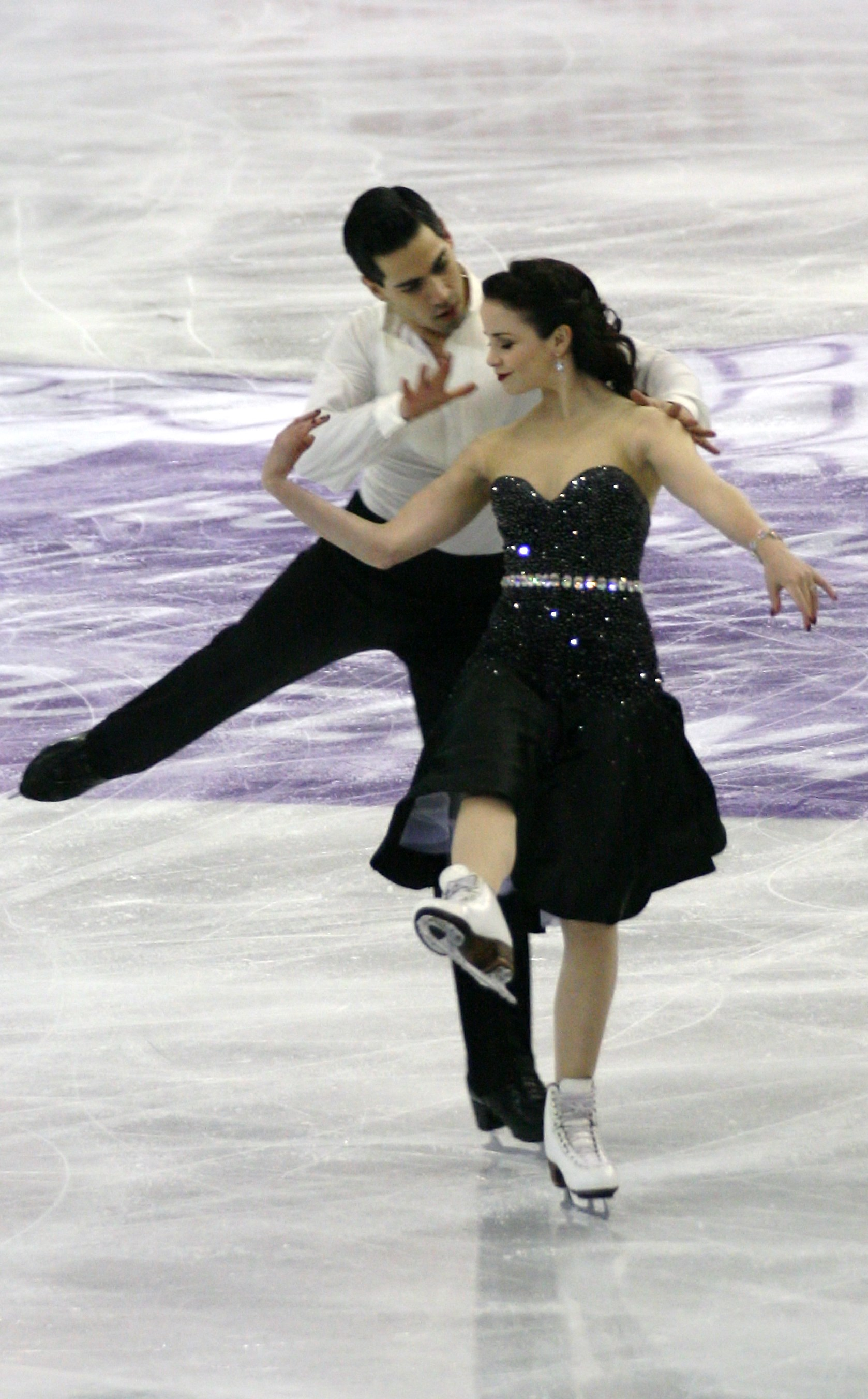
Finał Grand Prix 2016

| 2017–18 | - Cha Cha: Kaboom – Ursula 1000 - Samba: Skip to the Bip – Club des Belugas - Samba: 1008 Samba | - La Vita e Bella – Nicola Piovani | Charlie Chaplin medley: - The Kid - Modern Times - City Lights                                                          |
| 2016–17 | - Blues: Cry For Me - Boogie Woogie: Choo Choo Boogie | Charlie Chaplin medley: - Limelight - City Lights: Overture                                                                                        | Charlie Chaplin medley: - The Kid - Modern Times - City Lights - La cumparsita – Tango Lesson                           |
| 2015–16 | - Waltz and Polka: The Merry Widow – Franz Lehár | Fellini medley: - Nights of Cabiria - Amarcord - 8½ – Nino Rota                                                                                    | - La cumparsita – Tango Lesson - Dance of the Hours (z La Gioconda) – Amilcare Ponchielli                               |
| 2014–15 | - Paso Doble: Capriccio Espagnol – Nikołaj Rimski-Korsakow | - Danse macabre – Camille Saint-Saëns | - When I Was Your Girl – Che’Nelle - Dance of the Hours (z La Gioconda) – Amilcare Ponchielli - Fireflies – Leona Lewis |
| 2013–14 | - Quickstep: 42nd Street - Foxtrot: Lullaby of Broadway - Quickstep: 42nd Street | - The Barber of Seville – Gioacchino Rossini | - Pata Pata – Miriam Makeba - Chupacapra - A Thousand Years – Christina Perri                                           |
| 2012–13 | - Seven Brides for Seven Brothers – Saul Chaplin, Gene de Paul - Polka: Barn Dance - Waltz: Bless Your Beautiful Hide - Waltz: Wonderful, Wonderful Day - Polka: Barn Dance choreografia: Paola Mezzadri, Ludmiła Własowa | - Carmen Suite – Rodion Szczedrin, Georges Bizet - Carmen Ouverture - Habanera - Intermezzo - Finale choreografia: Igor Szpilband, Ludmiła Własowa | - Oblivion – Gidon Kremer                                                                                               |
| 2011–12 | - Rumba: Volverás – Gloria Estefan - Samba: El Chupacapra | - La Strada – Nino Rota | - That’s Amore – Dean Martin - Tu Vuò Fà L'Americano – Sophia Loren                                                     |
| 2010–11 | - Waltz: Que Sera, Sera – Jay Livingston - Quickstep: Girls Girls Girls – Sailor | - Umbrellas of Cherbourg – Michel Legrand - Our Love is Easy - Goodnite – Melody Gardot                                                            | |
|         | Taniec oryginalny | | |
| 2009–10 | - Torna a Surriento – Ernesto De Curtis - Tarantella: La Danza – Gioacchino Rossini | - Requiem for a Dream – Clint Mansell | - Eres Todo En Mi |
| 2008–09 | - Bei Mir Bistu Shein – Sholom Secunda - Tarantella: La Danza – Gioacchino Rossini | - Love Story – Nana Mouskouri | |
| 2007–08 | - Bubamara – Goran Bregović | - La traviata – Giuseppe Verdi | |
| 2006–07 | - Tango Oblivion - Violentango | - I've Got Rhythm – George Gershwin | |
| 2005–06 | - Historia de un Amour - Chupacapra | - This is a Man’s World – James Brown - Wring That Neck – Deep Purple                                                                              | - Still Loving You – Scorpions                                                                                          |

## Osiągnięcia

### Z Anną Cappellini
| Zawody                                | 05–06          | 06–07          | 07–08          | 08–09          | 09–10          | 10–11          | 11–12          | 12–13          | 13–14          | 14–15          | 15–16          | 16–17          | 17–18          |                |                |                |                |
| Międzynarodowe                        | Międzynarodowe | Międzynarodowe | Międzynarodowe | Międzynarodowe | Międzynarodowe | Międzynarodowe | Międzynarodowe | Międzynarodowe | Międzynarodowe | Międzynarodowe | Międzynarodowe | Międzynarodowe | Międzynarodowe | Międzynarodowe | Międzynarodowe | Międzynarodowe | Międzynarodowe |
| ------------------------------------- | -------------- | -------------- | -------------- | -------------- | -------------- | -------------- | -------------- | -------------- | -------------- | -------------- | -------------- | -------------- | -------------- | -------------- | -------------- | -------------- | -------------- |
| Igrzyska olimpijskie                  |                |                |                |                | 12             |                |                |                | 6              |                |                |                | 6              |                |                |                |                |
| Mistrzostwa świata                    |                | 13             | 10             | 10             | 11             | 8              | 6              | 4              | 1              | 4              | 4              | 6              | 4              |                |                |                |                |
| Mistrzostwa Europy                    |                | 8              | 7              | 5              | 6              |                | 4              | 3              | 1              | 2              | 2              | 2              | 4              |                |                |                |                |
| GP Finał Grand Prix                   |                |                |                |                | 5              |                |                | 4              | 6              |                | 3              |                | 6              |                |                |                |                |
| GP Cup of China                       |                |                |                | 4              |                |                |                |                |                | 3              | 1              |                |                |                |                |                |                |
| GP NHK Trophy                         |                |                |                |                |                | 5              |                |                | 2              |                |                | 3              | 3              |                |                |                |                |
| GP Rostelecom Cup                     |                | 8              |                | 4              | 2              |                |                |                |                |                | 2              |                |                |                |                |                |                |
| GP Skate America                      |                |                |                |                | 2              |                |                |                | 2              |                |                |                | 2              |                |                |                |                |
| GP Skate Canada International         |                |                | 2              |                |                |                | 3              | 2              |                |                |                | 4              |                |                |                |                |                |
| GP Trophée Eric Bompard               |                | 5              | 4              |                |                |                | 3              | 2              |                | WD             |                |                |                |                |                |                |                |
| CS Nebelhorn Trophy                   |                |                |                |                |                |                |                |                |                |                |                | 1              |                |                |                |                |                |
| CS Minsk-Arena Ice Star               |                |                |                |                |                |                |                |                |                |                |                |                | 1              |                |                |                |                |
| Lombardia Trophy                      |                |                |                |                |                |                |                |                |                |                | 1              |                |                |                |                |                |                |
| Nebelhorn Trophy                      |                |                |                |                |                | 2              |                |                |                |                |                |                |                |                |                |                |                |
| Finlandia Trophy                      |                |                |                |                |                |                |                | 2              |                |                |                |                |                |                |                |                |                |
| Bavarian Open                         |                |                |                |                |                |                |                |                |                |                |                | 1              |                |                |                |                |                |
| Mont Blanc Trophy                     |                |                |                |                |                | 1              |                |                |                |                |                |                |                |                |                |                |                |
| Uniwersjada                           |                | 1              |                |                |                |                |                |                |                |                |                |                |                |                |                |                |                |
| Międzynarodowe: Kategorie młodzieżowe |                |                |                |                |                |                |                |                |                |                |                |                |                |                |                |                |                |
| Mistrzostwa świata juniorów           | 4              |                |                |                |                |                |                |                |                |                |                |                |                |                |                |                |                |
| JGP Finał                             | 3              |                |                |                |                |                |                |                |                |                |                |                |                |                |                |                |                |
| JGP Bułgaria                          | 2              |                |                |                |                |                |                |                |                |                |                |                |                |                |                |                |                |
| JGP Słowacja                          | 2              |                |                |                |                |                |                |                |                |                |                |                |                |                |                |                |                |
| Krajowe                               |                |                |                |                |                |                |                |                |                |                |                |                |                |                |                |                |                |
| Mistrzostwa Włoch                     | 1 J            | 2              | 2              | 2              | 2              | WD             | 1              | 1              | 1              | 1              | 1              | 1              | 1              |                |                |                |                |
| Zawody drużynowe                      |                |                |                |                |                |                |                |                |                |                |                |                |                |                |                |                |                |
| Igrzyska olimpijskie                  |                |                |                |                |                |                |                |                | 4 T            |                |                |                | 4 T            |                |                |                |                |
| World Team Trophy                     |                |                |                |                |                |                | 6 T 4 P        |                |                |                |                |                |                |                |                |                |                |
| Team Challenge Cup                    |                |                |                |                |                |                |                |                |                |                | 2 T 3 P        |                |                |                |                |                |                |

### Z Camillą Pistorello
| Zawody                                | 04–05                                 |                                       |                                       |                                       |                                       |                                       |                                       |                                       |                                       |                                       |                                       |                                       |                                       |                                       |                                       |                                       |                                       |                                       |
| Międzynarodowe: Kategorie młodzieżowe | Międzynarodowe: Kategorie młodzieżowe | Międzynarodowe: Kategorie młodzieżowe | Międzynarodowe: Kategorie młodzieżowe | Międzynarodowe: Kategorie młodzieżowe | Międzynarodowe: Kategorie młodzieżowe | Międzynarodowe: Kategorie młodzieżowe | Międzynarodowe: Kategorie młodzieżowe | Międzynarodowe: Kategorie młodzieżowe | Międzynarodowe: Kategorie młodzieżowe | Międzynarodowe: Kategorie młodzieżowe | Międzynarodowe: Kategorie młodzieżowe | Międzynarodowe: Kategorie młodzieżowe | Międzynarodowe: Kategorie młodzieżowe | Międzynarodowe: Kategorie młodzieżowe | Międzynarodowe: Kategorie młodzieżowe | Międzynarodowe: Kategorie młodzieżowe | Międzynarodowe: Kategorie młodzieżowe | Międzynarodowe: Kategorie młodzieżowe |
| ------------------------------------- | ------------------------------------- | ------------------------------------- | ------------------------------------- | ------------------------------------- | ------------------------------------- | ------------------------------------- | ------------------------------------- | ------------------------------------- | ------------------------------------- | ------------------------------------- | ------------------------------------- | ------------------------------------- | ------------------------------------- | ------------------------------------- | ------------------------------------- | ------------------------------------- | ------------------------------------- | ------------------------------------- |
| Mistrzostwa świata juniorów           | 9                                     |                                       |                                       |                                       |                                       |                                       |                                       |                                       |                                       |                                       |                                       |                                       |                                       |                                       |                                       |                                       |                                       |                                       |
| JGP Niemcy                            | 2                                     |                                       |                                       |                                       |                                       |                                       |                                       |                                       |                                       |                                       |                                       |                                       |                                       |                                       |                                       |                                       |                                       |                                       |
| JGP Rumunia                           | 5                                     |                                       |                                       |                                       |                                       |                                       |                                       |                                       |                                       |                                       |                                       |                                       |                                       |                                       |                                       |                                       |                                       |                                       |
| Krajowe                               |                                       |                                       |                                       |                                       |                                       |                                       |                                       |                                       |                                       |                                       |                                       |                                       |                                       |                                       |                                       |                                       |                                       |                                       |
| Mistrzostwa Włoch                     | 2 J                                   |                                       |                                       |                                       |                                       |                                       |                                       |                                       |                                       |                                       |                                       |                                       |                                       |                                       |                                       |                                       |                                       |                                       |

### Z Camillą Speltą
| Zawody                                | 00–01                                 | 01–02                                 | 02–03                                 | 03–04                                 |                                       |                                       |                                       |                                       |                                       |                                       |                                       |                                       |                                       |                                       |                                       |                                       |                                       |                                       |
| Międzynarodowe: Kategorie młodzieżowe | Międzynarodowe: Kategorie młodzieżowe | Międzynarodowe: Kategorie młodzieżowe | Międzynarodowe: Kategorie młodzieżowe | Międzynarodowe: Kategorie młodzieżowe | Międzynarodowe: Kategorie młodzieżowe | Międzynarodowe: Kategorie młodzieżowe | Międzynarodowe: Kategorie młodzieżowe | Międzynarodowe: Kategorie młodzieżowe | Międzynarodowe: Kategorie młodzieżowe | Międzynarodowe: Kategorie młodzieżowe | Międzynarodowe: Kategorie młodzieżowe | Międzynarodowe: Kategorie młodzieżowe | Międzynarodowe: Kategorie młodzieżowe | Międzynarodowe: Kategorie młodzieżowe | Międzynarodowe: Kategorie młodzieżowe | Międzynarodowe: Kategorie młodzieżowe | Międzynarodowe: Kategorie młodzieżowe | Międzynarodowe: Kategorie młodzieżowe |
| ------------------------------------- | ------------------------------------- | ------------------------------------- | ------------------------------------- | ------------------------------------- | ------------------------------------- | ------------------------------------- | ------------------------------------- | ------------------------------------- | ------------------------------------- | ------------------------------------- | ------------------------------------- | ------------------------------------- | ------------------------------------- | ------------------------------------- | ------------------------------------- | ------------------------------------- | ------------------------------------- | ------------------------------------- |
| JGP Bułgaria                          |                                       |                                       |                                       | 2                                     |                                       |                                       |                                       |                                       |                                       |                                       |                                       |                                       |                                       |                                       |                                       |                                       |                                       |                                       |
| JGP Chorwacja                         |                                       |                                       |                                       | 3                                     |                                       |                                       |                                       |                                       |                                       |                                       |                                       |                                       |                                       |                                       |                                       |                                       |                                       |                                       |
| JGP Słowacja                          |                                       |                                       | 10                                    |                                       |                                       |                                       |                                       |                                       |                                       |                                       |                                       |                                       |                                       |                                       |                                       |                                       |                                       |                                       |
| JGP Szwecja                           |                                       | 13                                    |                                       |                                       |                                       |                                       |                                       |                                       |                                       |                                       |                                       |                                       |                                       |                                       |                                       |                                       |                                       |                                       |
| JGP Włochy                            |                                       | 15                                    | 13                                    |                                       |                                       |                                       |                                       |                                       |                                       |                                       |                                       |                                       |                                       |                                       |                                       |                                       |                                       |                                       |
| Krajowe                               |                                       |                                       |                                       |                                       |                                       |                                       |                                       |                                       |                                       |                                       |                                       |                                       |                                       |                                       |                                       |                                       |                                       |                                       |
| Mistrzostwa Włoch                     | 4 J                                   | 4 J                                   | 3 J                                   |                                       |                                       |                                       |                                       |                                       |                                       |                                       |                                       |                                       |                                       |                                       |                                       |                                       |                                       |                                       |